# Естер Мухарі
Естер Мухарі (30 вересня 2002 , Будапешт ) — угорська фехтувальниця на шпагах, бронзова призерка Олімпійських ігор 2024 року.